# Anarho-individualism
Anarho-individualisul este o formă a anarhismului care arată importanța individului. O serie de gânditori anarhiști, cum ar fi Josiah Warren, Benjamin Tucker, Lysander Spooner, Max Stirner, Émile Armand, Dora Marsden sau Joseph Labadie, sunt considerați anarhiști individualiști. 
Lucrările lor luptă pentru suveranitatea fiecărui individ în viața personală. Alți asemenea scriitori sunt Henry David Thoreau și John Henry Mackay.

## Anarho-individualiștii si proprietatea privată
Anarho-individualiștii sunt cunoscuți ca parte a tradiției lor de anarho-capitaliști, pe de altă parte, cațiva anarhiști individualiști recunosc o seamă de lucrări a anarho-capitaliștilor ca parte a tradiției, dar fără a fi de acord cu ele în totalitate.
Socialiștii libertarieni insistă că mulți din acești autori, incluzându-l și pe Pierre-Joseph Proudhon, au respins bazele esențiale ale capitalismului, și anume legalitatea proprietății private (ca fiind in opoziție cu simplul drept de folosință), în special cu privire la pământ, si plata interesului sau a chiriei.
Anarho-capitaliștii apreciază accentul pe care acești gânditori l-au pus pe drepturile individuale sau libertate, și pe concepțiile bazate pe piață decât pe cele bazate pe colectivism; ei sunt de acord cu Frederic Bastiat ca un răspuns lui Proudhon.
Anarho-capitaliștii ar putea de altfel să gândească precum Max Stirner care este, discutabil, dintre anarhiștii individualiști, cel cu orientarea cea mai filosofică, a respins ideile lui Proudhon despre proprietate ca un bun colectiv, dar și toate felurile de liberalism precum și ideea de drept la proprietatea personală ca  o iluzie sau "fantomă", exprimând clar că nu există nici un drept divin de a poseda ceva, omul doar are ce are și atât. În viziunea lui Stimer nu există nici o obligație morală legată de proprietate sau orice altceva în ceea ce privește. Astfel el consideră ambele concepții ale lui Proudhon, "propretatea individuală ca furt"(parafrazat) și ideea libertariană de proprietate ca un principiu natural fondat pe superstiții. (În acest concept el include explicit toate posesiunile "fără însemnătate" sau "spirituale", vezi și The Ego and His Own.)